# Quartidi
Die zwölf Monate des republikanischen Kalenders der Französischen Revolution sind jeweils in drei „Dekaden“ zu zehn Tagen eingeteilt. Quartidi ist der vierte Tag einer Dekade. Der 4. 14. und 24. jedes Monats und die Fête de l’opinion der Sansculottiden fallen auf einen Quartidi.

## Tagesnamen
Die Tagesnamen des Quartidi waren (wie die meisten anderen Tagesnamen) landwirtschaftliche Nutzpflanzen. Nur im Nivôse wurden die Tage nach Mineralen und tierischen Substanzen benannt.
| Monat          | 1re Décade | 1re Décade                    | 2e Décade | 2e Décade                   | 3e Décade | 3e Décade                  |
| -------------- | ---------- | ----------------------------- | --------- | --------------------------- | --------- | -------------------------- |
| Vendémiaire    | 4.         | Colchique (Wiesensafran)      | 14.       | Réséda (Reseda)             | 24.       | Amarillis (Amaryllis)      |
| Brumaire       | 4.         | Betterave (Runkelrübe)        | 14.       | Endive (Endivie)            | 24.       | Orange                     |
| Frimaire       | 4.         | Nèfle (Mispel)                | 14.       | Sapin (Tanne)               | 24.       | Oseille (Sauerampfer)      |
| Nivôse         | 4.         | Soufre (Schwefel)             | 14.       | Grès (Sandstein)            | 24.       | Cuivre (Kupfer)            |
| Pluviôse       | 4.         | Perce Neige (Schneeglöckchen) | 14.       | Avelinier (Lambertsnuss)    | 24.       | Trainasse (Wegtritt)       |
| Ventôse        | 4.         | Troëne (Liguster)             | 14.       | Vélar (Wegrauke)            | 24.       | Pâquerette (Gänseblümchen) |
| Germinal       | 4.         | Tulipe (Tulpe)                | 14.       | Hêtre (Buche)               | 24.       | Roquette (Rauke)           |
| Floréal        | 4.         | Aubépine (Hagedorn)           | 14.       | Chamerisier (Heckenkirsche) | 24.       | Valériane (Baldrian)       |
| Prairial       | 4.         | Angélique (Engelwurz)         | 14.       | Acacia (Akazie)             | 24.       | Caille lait (Labkraut)     |
| Messidor       | 4.         | Véronique (Ehrenpreis)        | 14.       | Lavande (Lavendel)          | 24.       | Orcanète (Schminkwurz)     |
| Thermidor      | 4.         | Ivraie (Weidelgras)           | 14.       | Basilic (Basilikum)         | 24.       | Aunée (Alant)              |
| Fructidor      | 4.         | Escourgeon (Futtergerste)     | 14.       | Noix (Walnuss)              | 24.       | Sorgho (Sorghum)           |
| Sansculottiden | 4.         | Fête de l’opinion             |           |                             |           |                            |